# Mutton Brook
Der Mutton Brook ist ein Wasserlauf im London Borough of Barnet. Der Mutton Brook entsteht im Cherry Tree Wood Park südöstlich der U-Bahn-Station East Finchley. Der Bau der U-Bahn führte zu einem Rückstau des Wasserlaufs, der die Umgebung zeitweise versumpfen ließ. Der Wasserlauf wird nun unterirdisch bis zur A1 road der Lyttelton Road in Hampstead Garden Suburbs geführt. Der Mutton Brook fließt von dort an an der Oberfläche in westlicher Richtung bis zu seiner Mündung in den Dollis Brook genannten Oberlauf des River Brent.